# LHC Computing Grid
LCG (LHC Computing Grid) — грид, спроектированный в CERN и предназначенный для обработки больших объёмов данных, поступающих с LHC (Большой адронный коллайдер, БАК). В его состав входит 170 вычислительных центров из более чем 40 стран мира.
Грид LCG был запущен 3 октября 2008 года, распределённая сеть, которую CERN разработал для обработки огромных объёмов данных, получаемых в LHC. Она включает в себя как частные волоконно-оптические кабели связи, так и существующие высокоскоростные части общественного Интернета.
Поток данных с детекторов составляет около 300 ГБ/с, затем отфильтровываются «интересные события», в результате чего «сырые данные» составляют поток около 300 МБ/с. Вычислительный центр «CERN Computer Center» считается сетью «уровня 0» в LHC и имеет скорость соединения с 10 Гбит/с.
В рамках проекта планируется создавать 27 ТБ необработанных данных в день, плюс 10 ТБ — «краткие данные событий», которые представляют выходные расчёты, сделанные процессором фермы центра данных CERN. Эти данные передаются из CERN в одиннадцать академических институтов «уровня 1» в Европе, Азии и Северной Америке, по выделенным соединениям со скоростью 10 Гбит/с. Более 150 учреждений «уровня 2» подключены к сетям общего назначения учреждений национальных исследовательских и образовательных сетей «уровня 1». Данные, получаемые в LHC на всех элементах её распределённой вычислительной сети, как ожидается, будут расти на 10—15 Петабайт ежегодно.
Институты «уровня 1» получили выделенные подмножества исходных данных, для которых они являются резервным хранилищем CERN. Они также выполняют повторный расчёт при необходимости. Основная конфигурация для компьютеров, используемых в сети, основана на базе ОС Scientific Linux.
Распределённые вычислительные ресурсы для анализа конечными пользователями-физиками предоставляются проектами Open Science Grid, Enabling Grids for E-sciencE и проектом LHC@home.